# 2875 Lagerkvist
2875 Lagerkvist (1983 CL) là một tiểu hành tinh vành đai chính được phát hiện ngày 11 tháng 2 năm 1983 bởi E. Bowell ở Flagstaff (AM).